# Catedral de Noyon
La catedral [de] Notre-Dame de Noyon (en francés: cathédrale Notre-Dame de Noyon) es una antigua catedral católica medieval francesa ubicada en la ciudad de Noyon (hoy en el departamento de Oise, en la nueva región de Alta Francia). Anteriormente, fue la sede del obispo de Noyon. Este último fue eliminado en el Concordato de 1801 y su territorio incorporado en la diócesis de Beauvais.
La catedral de Notre Dame de Noyon es uno de los primeros hitos de la arquitectura gótica, ya que fue la segunda catedral gótica construida en el país.

## Historia

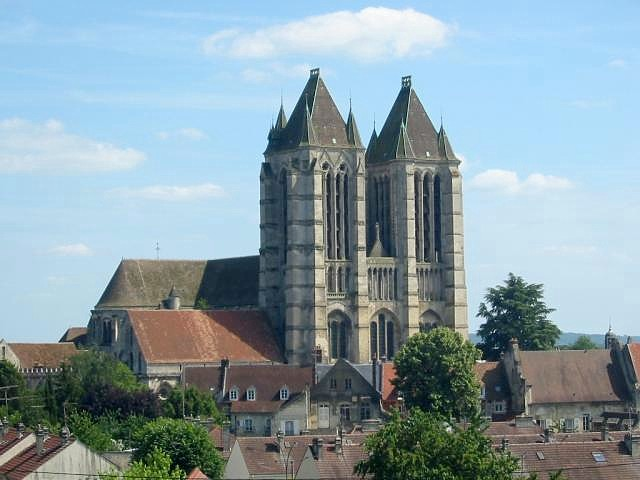
Vista de la catedral sobre el caserío

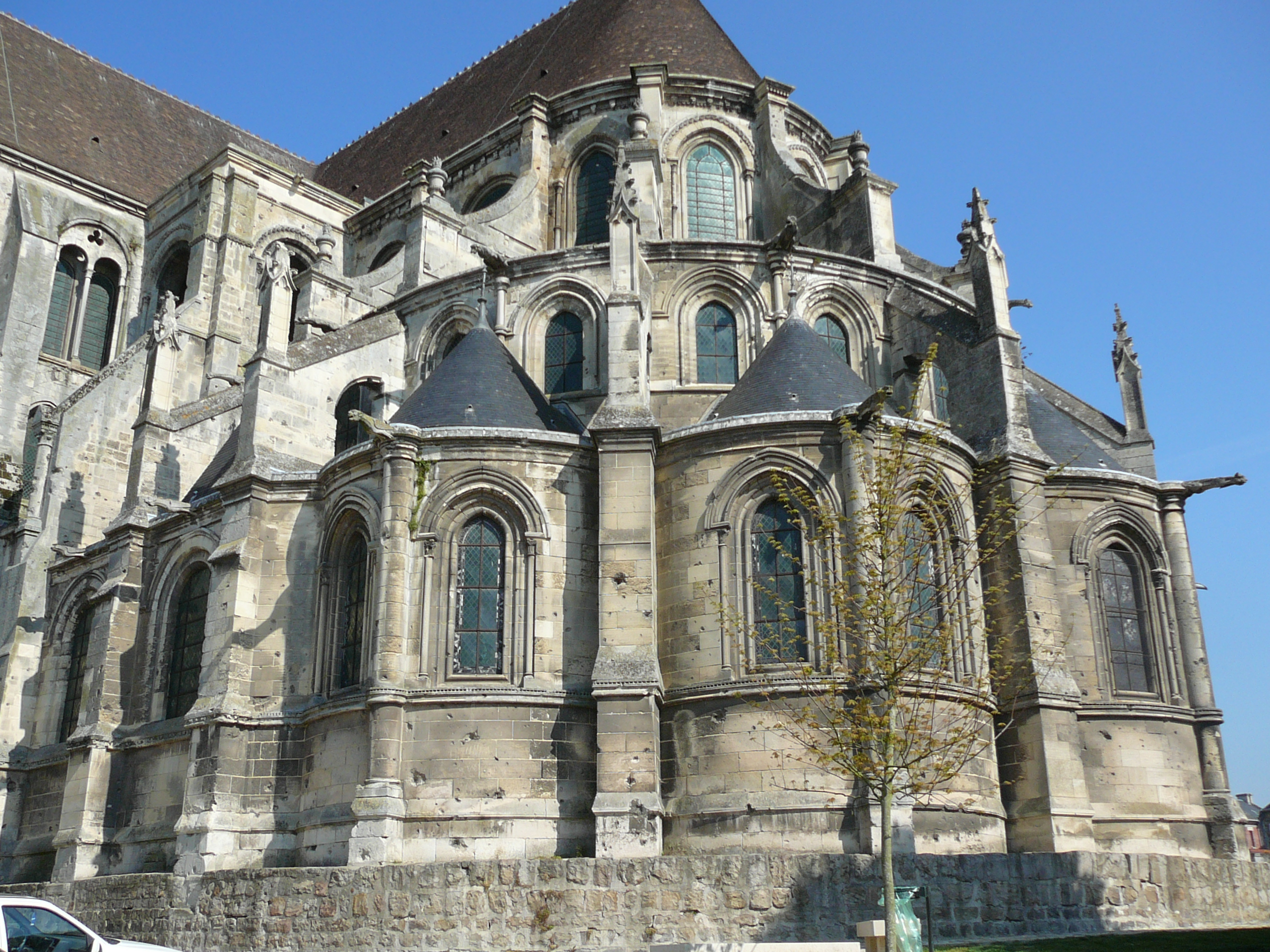
La cabecera de la catedral

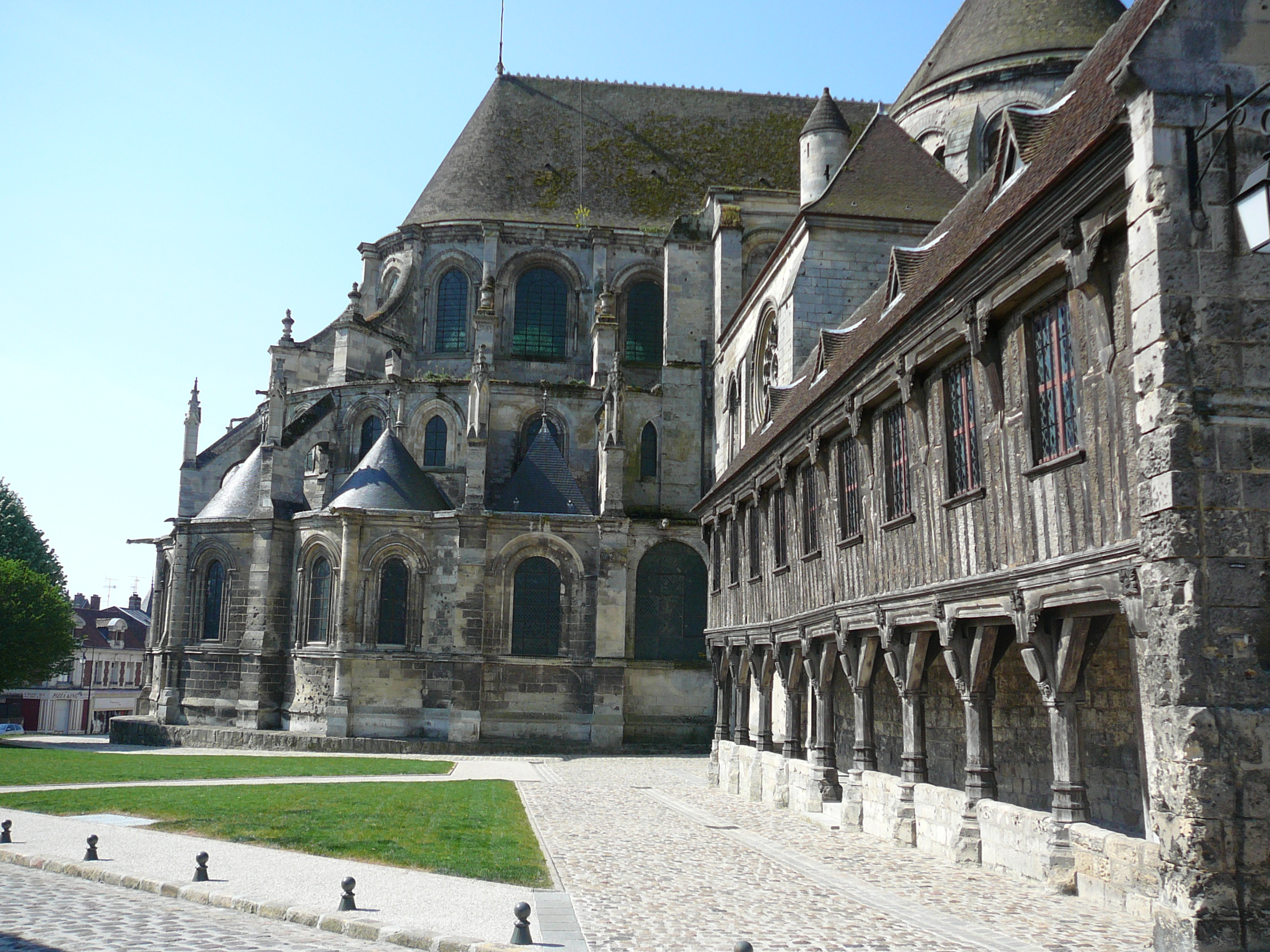
Biblioteca del capítulo

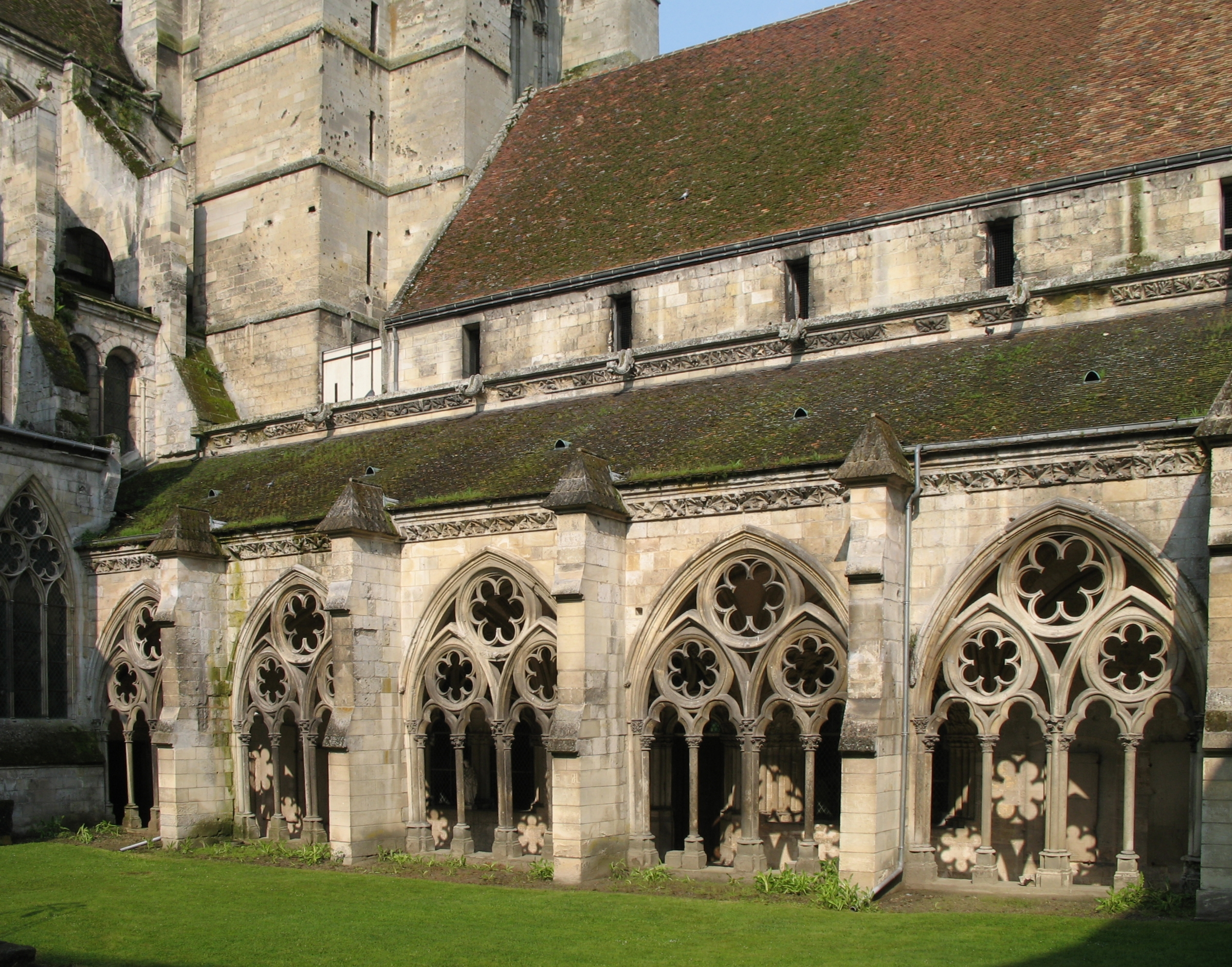
El claustro

El edificio que hoy se ve no es la primera catedral de la ciudad de Noyon, ya que cuatro catedrales fueron construidas antes de la presente. Esta fue construida a partir de 1145 en el sitio de una anterior iglesia románica destruida por un incendio en 1131 y, cronológicamente, es la segunda catedral gótica construida en Francia, después de la catedral de Sens (1135) y antes de las catedrales de Laon y París.
En 531, san Medardo de Noyon trasladó a Nayon la sede episcopal de la civitas Viromanduorum. En la época merovingia, el obispo de Noyon se benefició de su proximidad a Soissons —que fue una de las capitales del reino franco— y de sus palacios vecinos, y la propia Noyon fue una ciudad importante en la Edad Media. Carlomagno fue consagrado en ella rey de los francos en 768 y Hugo Capeto coronado rey de los francos el 3 de julio de 987. Los obispos de Noyon eran uno de los seis pares eclesiásticos del reino de Francia. La villa se benefició de las instituciones comunales desde 1108: la carta le fue concedida por el obispo Baudry y confirmada posteriormente por el rey.
La obra de la actual Notre-Dame de Noyon comenzó con la construcción de las capillas radiantes después de 1150. Una segunda campaña condujo a la construcción parcial del coro y del transepto (1160-1170). A continuación, las obras siguieron con el inicio de la construcción de la nave y la finalización del coro (1170-1185). Finalmente, una cuarta campaña terminó el edificio con la terminación de la nave (1190-1208), seguida de la construcción antes de 1231 de la fachada occidental. El 19 de julio de 1293, la ciudad fue destruida por el fuego, con la excepción las abadías de Saint-Gilles y de Saint-Barthélemy y la catedral quedó muy dañada sobre todo en su parte occidental. Después de este siniestro, era necesaria una restauración de la torre norte. La sala capitular y las capillas de la nave lateral norte se construyeron poco después. La presencia de agujeros de evacuación embocados en el emplazamiento de los arbotantes certifican que se añadieron más tarde, probablemente relacionados con el fuego de 1293 que habría debilitado la estructura y causado una brecha de 30 cm entre la base y la parte superior de los pilares.
En 1840, la catedral aparece en la primera lista de los monumentos históricos. Seguirá en 1862 la clasificación de la sala capitular y del claustro y en 1889, de la biblioteca.
Durante la Revolución francesa y después en la Primera Guerra Mundial, cuando fue bombardeada, la catedral sufrió graves daños. Además, después de la guerra, un importante trabajo de reconstrucción era indispensable y se realizó durante los siguientes veinte años, hasta septiembre de 1938.
Desde septiembre de 2013 la comunidad de Saint-Médard (tradicionalistas) ha obtenido permiso para celebrar una misa en latín que se celebrará cada domingo a las 18 horas.

## Descripción

### Planta y alzado
La catedral tiene una gran planta de cruz latina. El coro está compuesto de tres tramos rectangulares y una rotonda semicircular. Está rodeado por una nave lateral que la bordea al norte, al este y al sur. El coro termina con cinco capillas radiantes también semicirculares. Además, tanto al norte como al sur del coro, se abren a cada lado dos capillas laterales de planta cuadrada.
La fachada occidental comporta un porche con tres puertas, añadido en el siglo XIV y dos torres que nunca se completaron, siendo las partes más altas del siglo XIII; sus motivos decorativos han quedado muy dañados.
El alzado de la nave, como el del coro, es de cuatro niveles: grandes arcadas, tribunas, triforium y ventanas altas. En la nave lateral norte de la nave se abren seis capillas laterales; en la nave sur, son tres y mucho más grandes. Los arbotantes de la catedral fueron reconstruidos en el siglo XVIII.
En la esquina noroeste de la nave corta de la galería occidental de un hermoso claustro erigido en 1230; y al lado del claustro está el antiguo refectorio (ahora, sala capitular) construida en la misma época, con su entrada adornada con estatuas de obispos y otras esculturas.

### Dimensiones

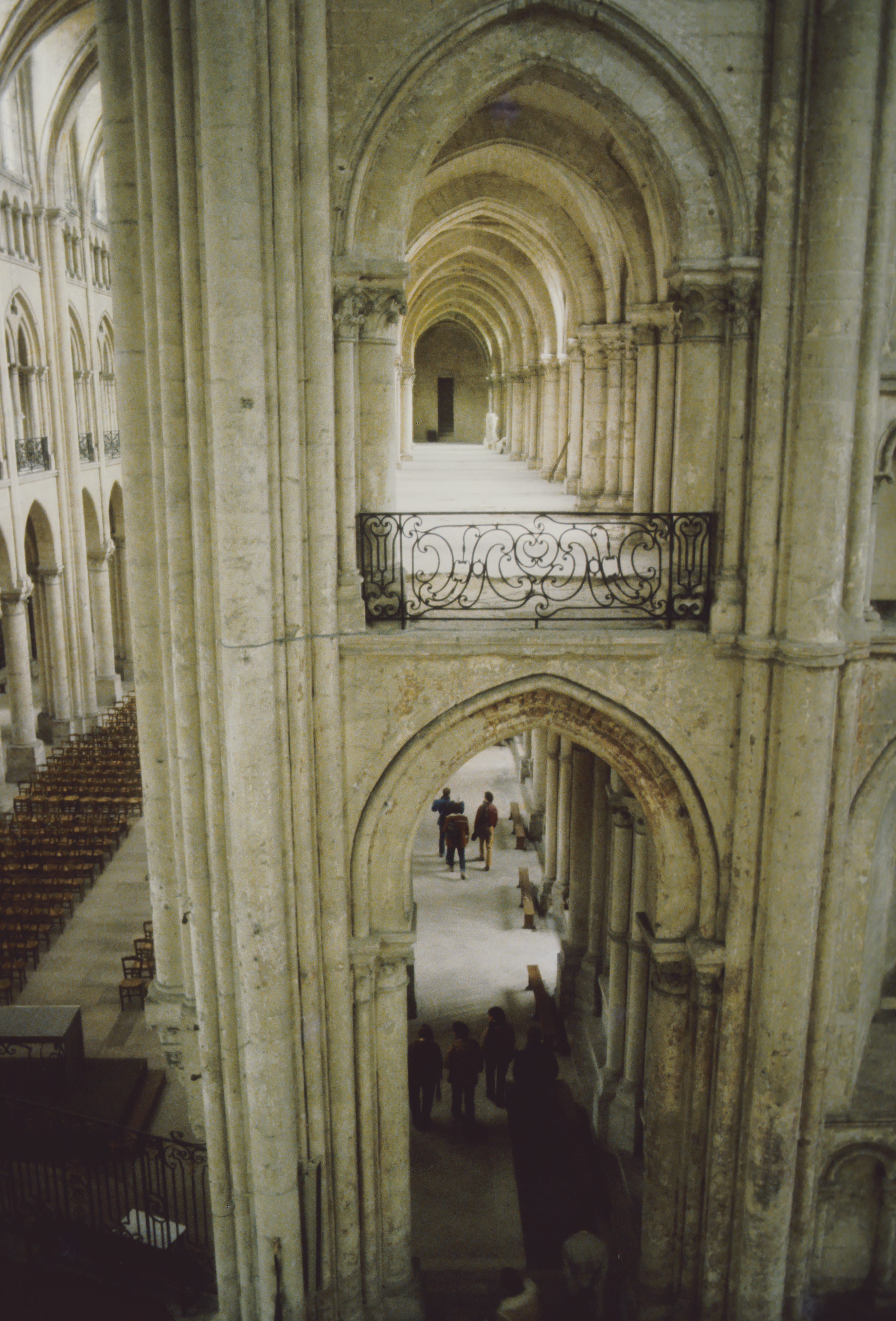
La nave y sus tribunas

La torre norte tiene una altura de 66 m (contra los 69 m de Notre-Dame de París). Rehecha tras el gran incendio de 19 de julio de 1293, tiene una elevación más importante que la torre Sur y una decoración más compleja. Las flechas inicialmente previstas nunca fueron construidas.
La longitud total exterior de la catedral, de este a oeste, es de 103,11 m. La longitud interior es de 91,33 m. La altura de las bóvedas de la nave es de 22,73 m. Las de las naves laterales de la nave es de 8,77 m. Las naves laterales del coro tienen 8,00 m y las capillas del coro 8,10 m.
La anchura de la nave entre los ejes de las columnas es 10,23 m, mientras que la de cada nave lateral es de 4,75 m. El ancho total interior del santuario, sin las capillas laterales, es ancho de 19,76 m. La anchura de la fachada occidental es de 32,8 m y el transepto tiene una longitud de 48,6 m. Su ancho es de 9,6 m.

## Interior

### La nave
La nave consta de once tramos, contando el de la fachada occidental, que en el interior forma una especie de pequeño transepto. Su alzado es de cuatro niveles: la apertura de grandes arcadas abiertas sobre los pasillos norte y sur, tribunas, triforium y ventanas altas.
El arco semicircular se ha mantenido en los dos niveles superiores, es decir, en los arcos del triforium, y los vanos de las ventanas altas. También lo fue mismo para las ventanas de las naves laterales. En cambio los arcos agudos apuntados aparecen en los dos pisos inferiores, los de las grandes arcadas y las tribunas.
La construcción de la nave dataria de 1180–1205. Se observa una alternancia entre soportes fuertes, formados por columnas fasciculadas, y las pilastras más delgadas, constituidas por columnas monocilindricas. Esta disposición indica que la primera elección de los maestros de obra era construir una bóveda sexpartita. Esta elección fue abandonada por los problemas técnicos de equilibrio de cargas. La alternancia de soportes fue mantenida por una voluntad estética.
Las tribunas comportan vanos geminados decorados con un óculo de tracería de trébol. Están bordeados con una hermosa balaustrada de hierro forjado. Por encima, un triforio ciego se compone de cuatro pequeños arcos por tramo. Por último, el nivel de las ventanas altas se compone de vanos dobles.
Seis capillas laterales se añadieron a la nave lateral norte en el siglo XIII. Las tres grandes capillas laterales de la nave sur datan de los siglos XIV, XV y XVI. La capilla situada en el centro (del siglo XVI), llamada Chapelle Notre-Dame-de-Bonsecours , es particularmente rica en decoraciones. Este es un excelente ejemplo de la arquitectura del reinado de Francisco I.

Nave de la iglesia
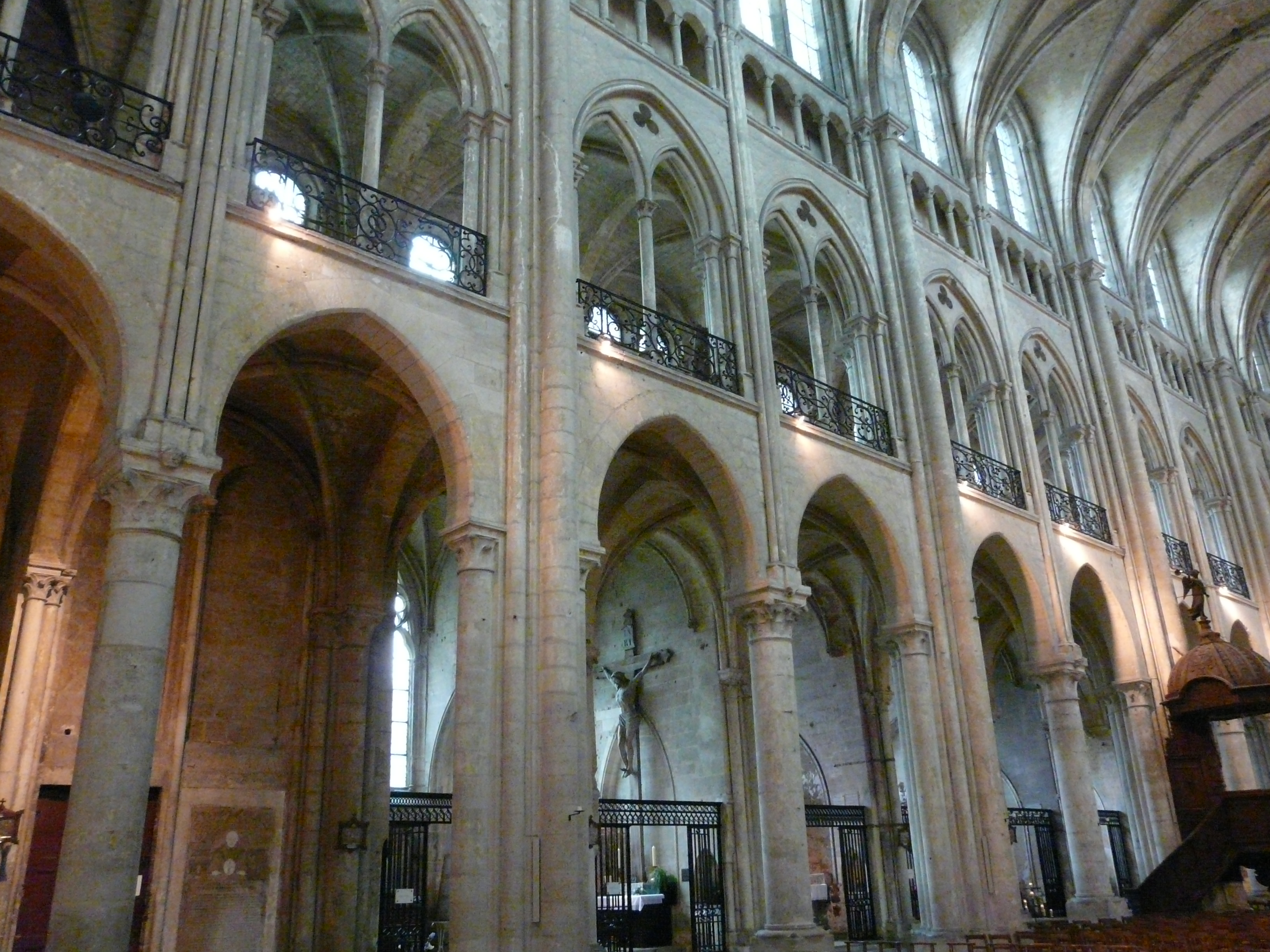
Alzado de la nave
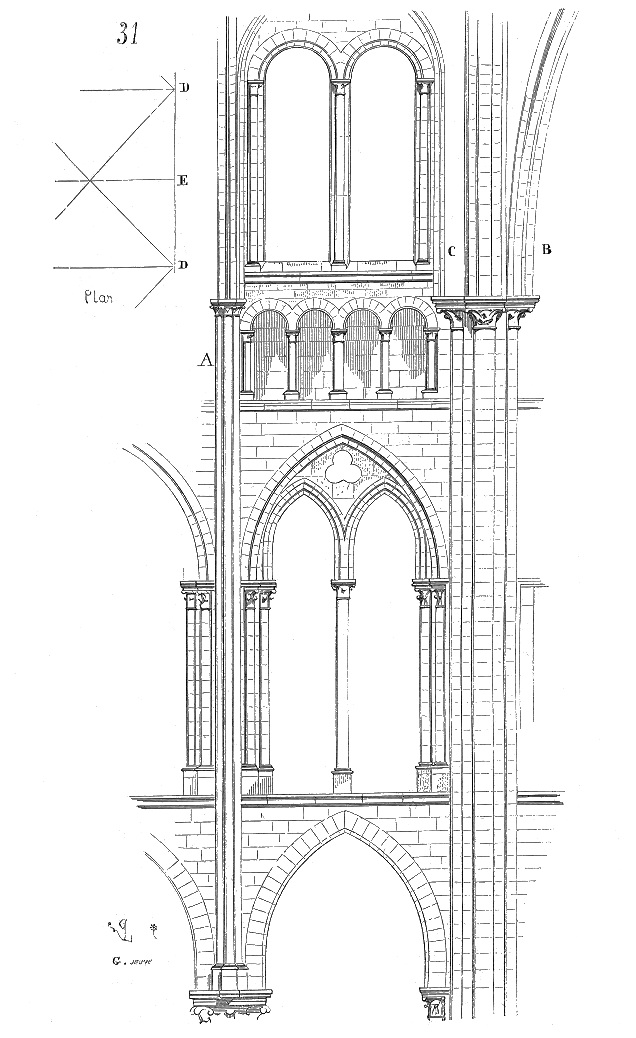
Alzado de la nave
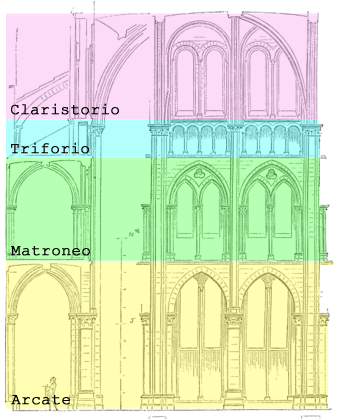
Esquema
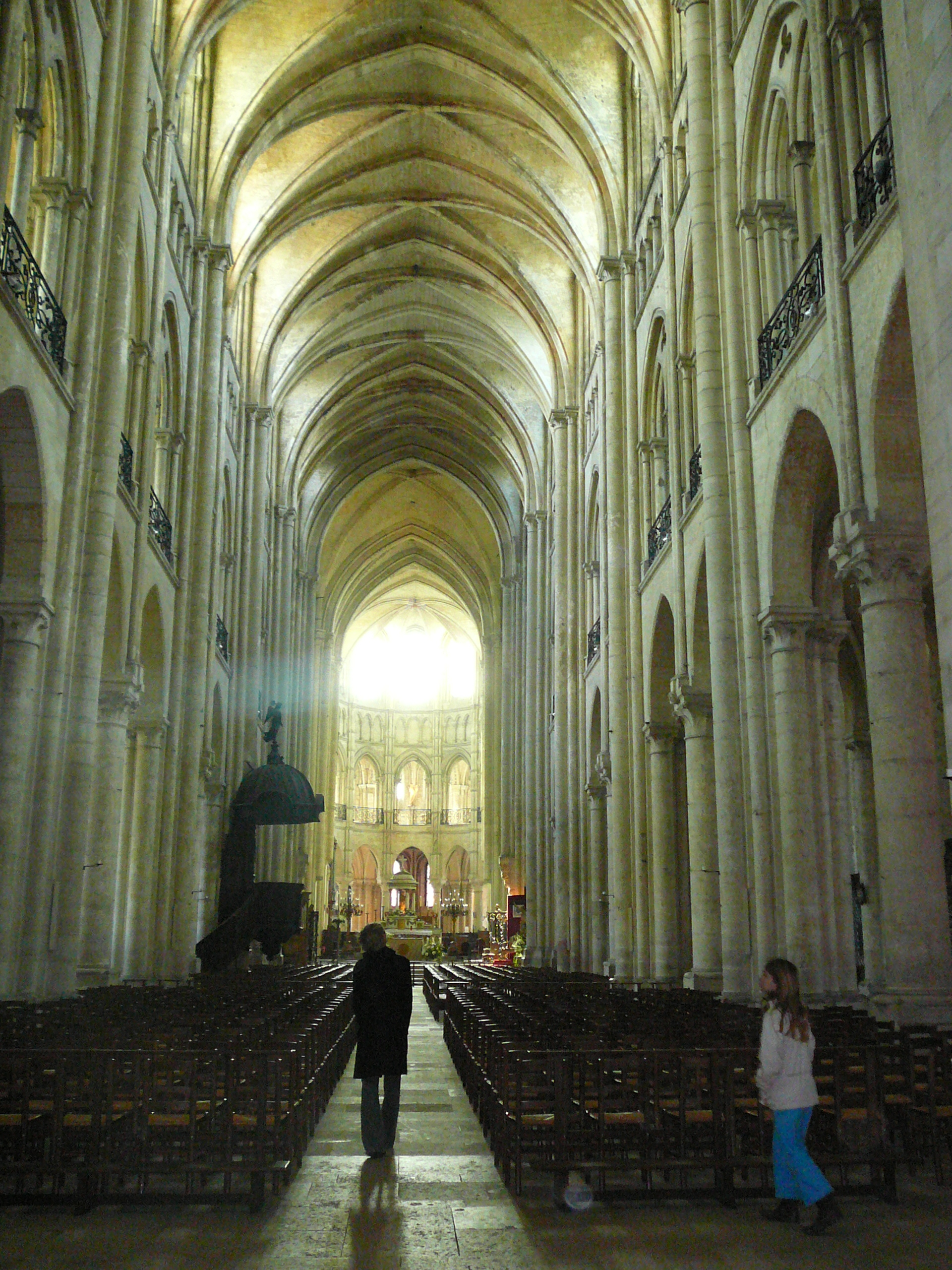
Interior de la nave

### El transepto
Los dos brazos del transepto terminan en ábsides semicirculares. Cada uno de estos brazos o croisillons del transepto se abre al este por un porche.
A la entrada del coro, después de los dos soportes del crucero del transepto, se erigieron dos soportes igualmente gruesos, haciendo que el primer tramo del coro tenga cuatro soportes extremadamente fuertes. Al lado de este tramo, las mamposterías de las naves laterales también son muy fuertes (aquí es donde hay unas escaleras que conducen a las tribunas del coro). Esto puede parecer excesivo e innecesario. La razón es que se iniciaron dos rondas sobre la base de estos soportes sólidos, pero que nunca se completaron.

### El coro
Como el coro se construyó mucho antes que la nave, estos cuatro niveles tienen algunas diferencias con la nave. A nivel de las bahías rectangulares, las tribunas se abren con dos arcadas ojivales no superadas por un óculo de trébol. Este número se reduce a una sola arcada para la parte redondeada del ábside.
Como en la nave, el alzado del coro tiene cuatro niveles: las grandes arcadas que se abren en el deambulatorio son superadas por las tribunas, y después el triforium y finalmente las ventanas altas o claristorio. En el coro, que fue construido mucho antes que la nave, estos cuatro niveles tienen algunas diferencias con el alzado de la nave. En los tramos rectangulares, las tribunas se abren mediante dos arcadas ojivales no cubiertas con un óculo trébolado. Este número se reduce a una única arcada en la parte redondeada del ábside.
El triforium tiene entre cinco y tres pequeños arcadas; son de estilo románico, como en la nave. Por último, las ventanas altas solo tienen un vano por tramo, también románico.

El coro
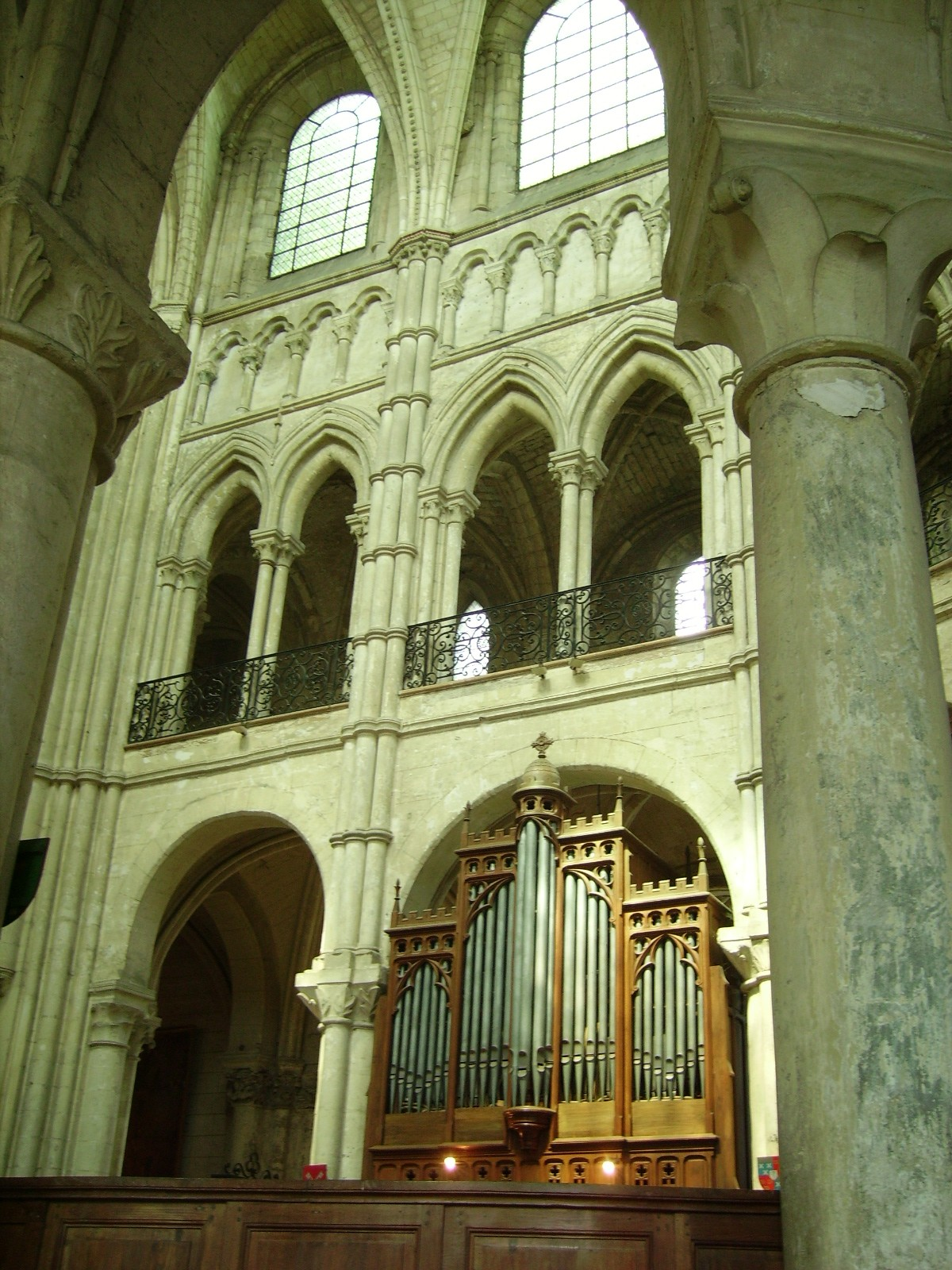
El coro
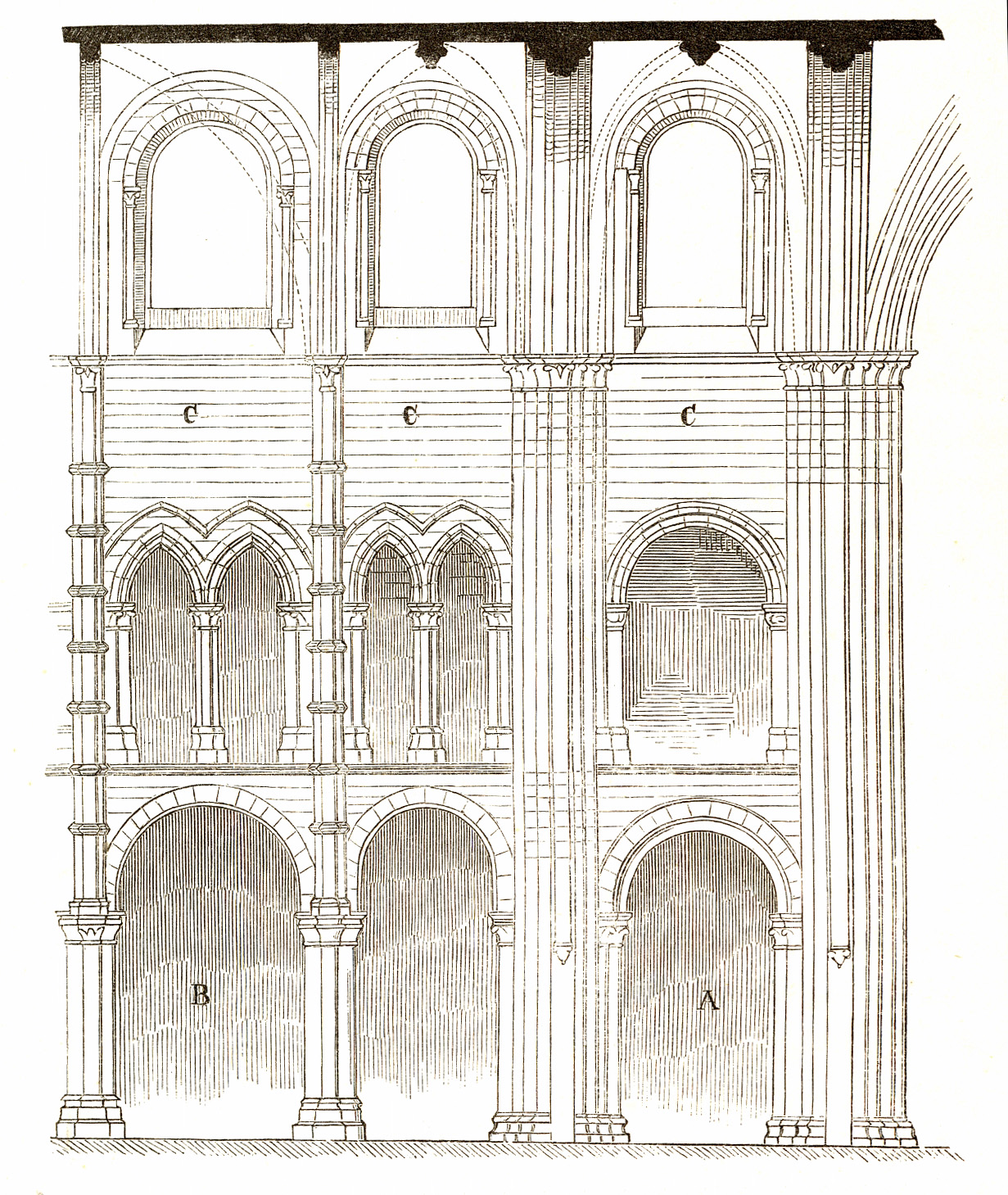
Alzado
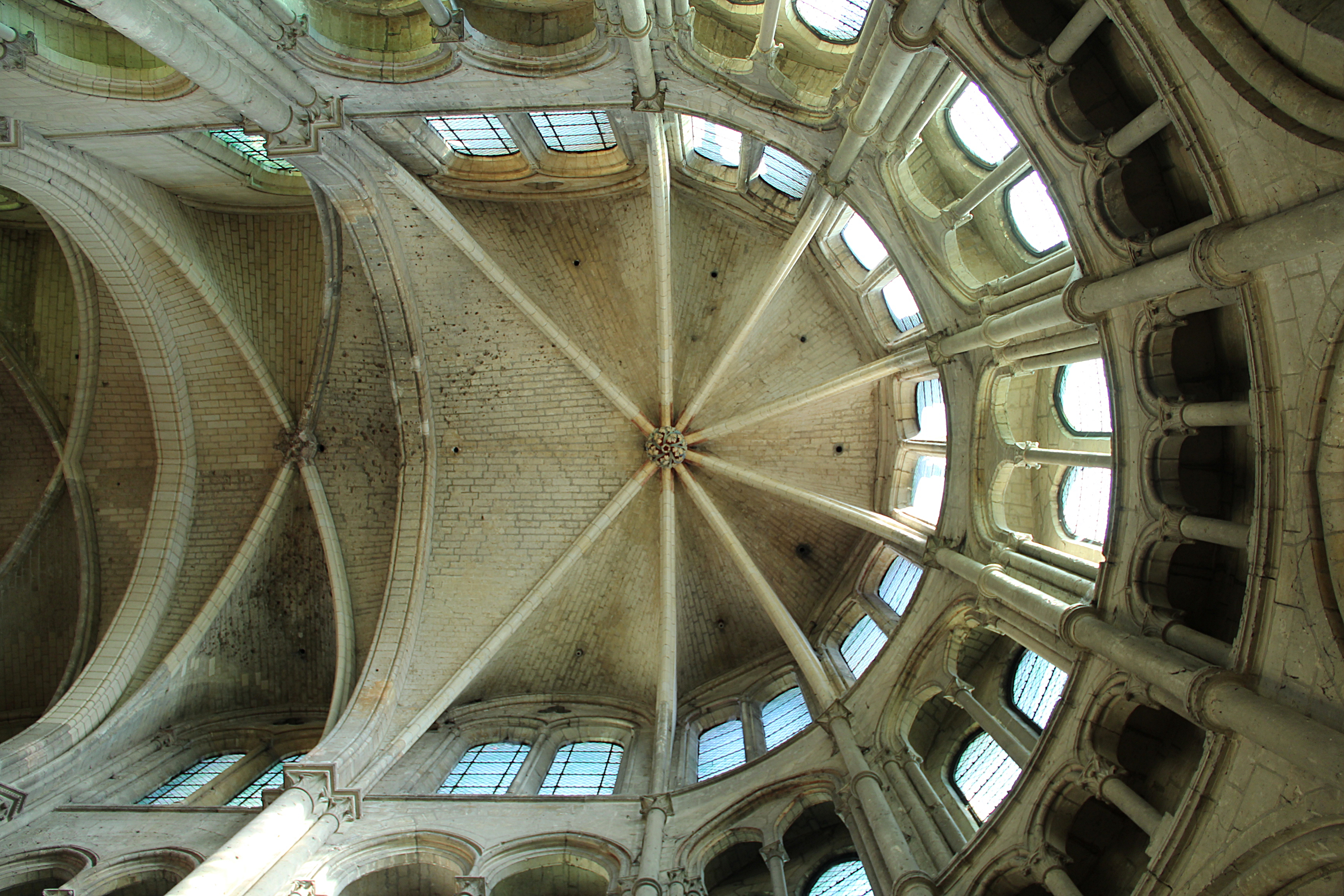
Vista de las bóvedas

## Canónigos célebres
- Antoine d'Estrées[7]

Las tumbas de los obispos fueron destruidas en la catedral durante la Revolución francesa.